# 身延町営バス
身延町営バス（みのぶちょうえいバス）は、山梨県南巨摩郡身延町を運行するコミュニティバスである。

## 概要
旧中富町域を走行していた中富町営バスと旧下部町域を走行していた下部町営バスが2004年（平成16年〉9月13日に旧身延町域と合併し、新・身延町になったと同時に現在の名前となった。この時一部路線は無料で乗車でき、有料路線と区別するため身延町有バス（みのぶちょうゆうバス）と呼ばれていたが、2010年7月1日より有料化され統一されている。また、山交タウンコーチのバス路線が存続していた旧身延町域を走行する路線は存在しなかったが、2017年（平成29年）4月1日より旧身延町域を走行する路線が新設された。なお、運行主体は身延町であるが、他交通・公共交通との兼ね合いから一部路線は市川三郷町や富士川町に乗り入れている。

## 現行路線
2017年4月1日より路線の再編を行い、80条バスとして身延町が直接運行する古関甲斐岩間線・古関循環線、山梨交通が身延町から受託して運行する身延鰍沢線と、2021年11月13日から運行開始となった飯富本栖湖線の4路線体制となっている。

### 古関甲斐岩間線
- 甲斐岩間駅 - 久那土駅 - 峡南高校入口 - 旧久那土中学校 - 駿道橋 - 古関
久那土駅で身延線に接続。甲斐岩間駅で特急に接続。

### 古関循環線
- 古関 - 旧久那土中学校 - 峡南高校入口 - 久那土駅 - 甲斐岩間駅 - 役場前 - 飯富 - 飯富ふれあいセンター - 波高島駅 - 下部温泉駅 - 甲斐常葉駅 - 旧下部中学校入口 - 古関
古関から久那土方面へ向かう左回り2本と古関から下部温泉駅方面へ向かう右回り1本が運行されている。

### 身延鰍沢線
- 身延駅 - 身延高校 - 身延支所入口 - 波高島駅 - 飯富ふれあいセンター - 飯富 - 役場前 - 西島神社 - 【鰍沢営業所 - 鰍沢口駅  - 富士川病院】
2017年4月1日より運行開始。前日の2017年3月31日を以て山交タウンコーチで運転されていた循環線が廃止されたため、それを補うために既存の新早川橋 - 鰍沢線と統合する形で誕生した。
身延駅 - 鰍沢営業所、身延支所入口 - 富士川病院の区間便設定がある。なお身延駅 - 鰍沢営業所の区間便は、往復ともに鰍沢口駅は経由しない。
【】内は富士川病院方面行と身延駅方面行とで富士川町内の運行ルートが異なる。富士川病院方面行は鰍沢口駅 → 鰍沢営業所 → 富士川病院に対し、身延駅方面行は鰍沢口駅 → 富士川病院 → 鰍沢営業所となる。
2021年3月31日までは増穂商業高校も経由していた（富士川病院方面行は鰍沢営業所 →　増穂商業高校　→ 富士川病院、身延駅方面行は富士川病院 →　増穂商業高校　→ 鰍沢営業所）。
身延駅 - 波高島駅間は早川町乗合バスと重複路線である。ただし、バス停が異なる場所があり、注意が必要である。
山梨交通鰍沢営業所が運行を担当。同路線に限りSuica、PASMO等の交通系ICカードが使用可能である。このうち同社所属の1台に、アニメ「ゆるキャン△」のラッピングが施された。

### 飯富本栖湖線
- フレスポみのぶ - 波高島駅- 下部温泉駅 - 甲斐常葉駅 - 旧下部中学校入口 -古関 - 中ノ倉 - 中屋敷 - 浩庵荘入口 - 本栖湖いこいの森キャンプ場
2021年11月13日より運行開始。身延タクシーが運行を担当。年末年始を除く、土曜日・日曜日・祝日のみの運行で、1日2往復運行されている。
フレスポみのぶは古関循環線の飯富ふれあいセンターの近くにあるが、運行日が異なるので接続はしていない。

## 過去路線

### 上田原大塩岩間線
- 甲斐岩間駅 - 西島神社 - 西島小学校 - 手打沢 - 大塩中村 - 手打沢 - 富士川橋 - 上田原
西島神社・手打沢間は新早川橋 - 鰍沢線線と重複（基本的に接続は配慮されていないが、10分程度待てば接続するバスもある）。
手打沢や西島神社で折り返すバスがある。また学校が夏季休暇中は臨時便が出る。
手打沢・大塩中村間は大塩中村で折り返して戻るパターン。
2010年6月30廃止

### 甲斐常葉駅 - 新早川橋線
- 甲斐常葉駅 - 一色 - 飯富病院 - 新早川橋
新早川橋において新早川橋 - 鰍沢線や山交タウンコーチ路線との接続は考慮されていない。
2010年6月30廃止。

### 中富南線
- 役場前 - 西島神社
- 役場前 - 屋敷平 - 曙小学校 - 新早川橋 - 飯富 - 原小学校 - 役場前（反対周りあり）
2010年6月30日までは無料であった。
2017年3月31日をもって廃止。

### 新早川橋 - 鰍沢線
- 新早川橋 - 飯富 - 役場前 - 西島小学校 - 箱原 - 鰍沢営業所
元々は山梨交通の甲府 - 身延快速線の一部区間であった路線。
箱原・鰍沢営業所間は富士川町営バスとの重複区間である。（運賃は共通）
一部は新早川橋にて山交タウンコーチ（身延駅または身延山行き）に、鰍沢営業所で山梨交通（甲府駅行き）接続する。
2017年3月31日をもって身延鰍沢線へ代替という形で廃止。

## 料金

### 身延鰍沢線・古関甲斐岩間線・古関循環線
- 大人200円、高校生以下無料 （2010年7月1日から）

### 飯富本栖湖線
- フレスポみのぶ～中屋敷間：300円（100円）
- 中ノ倉・浩庵荘入口間：500円（200円）
- 浩庵荘入口・いこいの森キャンプ場間：200円（100円）
- 全線乗車：1000円（300円）
- （）内は、小中学生料金。
- 未就学児は無料。
- 高校生以上が、大人料金となる。

## 運休日

### 身延鰍沢線・古関甲斐岩間線・古関循環線
- 休日と年末年始 （2017年4月1日から。2016年3月31日までは土曜日も運休）

### 飯富本栖湖線
- 平日と年末年始（2021年11月13日から）